# وادي دوعن
وادي دوعن هو أحد أودية غرب حضرموت ويقع في محافظة حضرموت في الجمهورية اليمنية. يمثل أعلى جزء في وادي حضرموت ويتفرع في نهايته الوادي الأيمن والوادي الأيسر. ويعتبر الوادي الأيمن هو الأكبر في مساحته وفي تعداد سكانه. تأتي كلمة دوعن من «دوع» وهو الوادي في اللغة الحميرية، ولأنه واديان فقد قيل «دوعان» ولسهولة النطق سمي «دوعن». ومن أهم خيرات هذا الوادي العسل الدوعني الأصيل فلا تخلو قرى هذا الوادي من المناحل (الجبوح) بين قليل وكثير.
حيث يعد العسل الدوعني من العسل ذو الجودة العالية والذي يحظى بشهرة كبيرة في اليمن وفي دول الخليج العربي، سعر الكيلو من العسل الدوعني في الأسواق العالمية يصل إلى 150 دولار أمريكي وهو مايجعله الأغلى عالميا والسر في جودة هذا العسل الأشقر مستخلص من أشجار السدر والشوكيات والذي لم يتعرض لأي معالجات حرارية وبهذا حافظت على خواصها الطبيعية. حسب المصادر التاريخية اشارت بان العسل كان يحتل المرتبة الرابعة في تجارة مملكة حضرموت القديمة منذ القرن العاشر قبل الميلاد.

## قرى الوادي

### الخريبة
وهي أكبر قرى وادي دوعن الأيمن. ويقال أن سيدنا الخضر عليه السلام مر بها فوجد امرأة عجوز تستريح في خيمة. سألها عن حالها؟ فقالت إنني أسكن هذه (الخرابة). فقال لها: (بورك لك من خُريبة).... والبعض يقول كانت تسمى (الخير بها)، وجراء التداول أصبحت بالاسم المعروف الخريبة وتاريخها قديم. وكانت من البلدان التي سارع أهلها في الدخول إلى الإسلام، وأقامت بها طائفة الإباضية مدة من الزمان على يد عبد الله بن يحيى الكندي. وأيضاً، يقال لها دوعن وبها عرف، وهي قاعدة الوادي الأيمن اليوم، وعاصمة دوعن التاريخية، ومن أكبر أسواقها، تتوافد عليها القوافل من جميع الأنحاء.

### ريبون
تقع أطلال وخرائب مدينة ريبون أسفل وادي دوعن، وتعتبر من أقدم المدن التاريخية في وادي حضرموت، وتشكل أطلالها وخرائبها عدة تلال أثرية وأعداد كثيرة من شبكات الري المتفرقة في عدة أماكن، تزيد مساحتها على (10 هكتار). يعود تاريخ هذه المدينة إلى ما قبل القرن السابع قبل الميلاد واستمر فيها الاستيطان حتى القرون الميلادية الأولى. جرت في خرائب هذه المدينة حفريات وأبحاث ودراسات أثرية من قبل البعثة الأثرية اليمنية السوفيتية في الفترة (1983 - 1988 م)، وتوصلت إلى أن سكان المدينة كانوا قد زاولوا الزراعة، وتربية الحيوانات، وبنوا مجمعات سكنية جميلة خاصة للسكن، وأبنية أخرى خاصة لأنشطتهم الدينية كالمعابد، وقد كانت كل الأراضي المحيطة بالمدينة مغطاة بشبكات الري والقنوات والسدود وأحواض المياه، وتدل كلها على ازدهار بلغ أوجه، ومن أهم المعالم الخاصة بالمدينة والتي تمت فيها الحفريات الأثرية هي كالآتي:
- معبد الإلهة (ذات حميم).
- معبد الإله (سين).
- شبكات وقنوات الري.

### القزة
تكاد أن تكون هذه القرية غير معروفة حتى عام 1984 م، عندما وجدت البعثة الأثرية اليمنية السوفيتية بالقرب منها وبالقرب من نبع الماء المسمى بشرحبيل، على مغارة فيها آثار من العصر الحجري، التي تعطينا صورة عن الماضي السحيق لحضرموت، إذ تعطينا هذه المغارة برهاناً مادياً على استيطان الإنسان لحضرموت في المرحلة المبكرة من العصر الحجري القديم (الباليوليت)، فقد احتفظت هذه المغارة بطبقاتها الحضارية المتعددة، والأدوات الحجرية بنفس الشكل والحالة ذاتها بمثل ما خلفها الإنسان الأول، وكذلك اكتشفت بقايا مواقده، وهذا يدل على أن المغارة استعملت لفترة زمنية طويلة كمسكن، والمهم جداً أنه بالقرب من هذه المغارة تم اكتشاف طبقات مترسبة محتوية على بقايا نباتات قديمة وكذلك عظام مختلفة من بينها عظام حيوانات ضخمة، جميعها تظهر للعيان مطبوعة ومتحجرة على الصخور المترسبة، ودراسة هذه المغارة سوف تقدم لنا معلومات هامة عن الحياة البيئية القديمة، واكتشاف هذه المغارة يعد بصورة خاصة اكتشافاً ثميناً، فهي بحسب المعلومات المتوفرة تعتبر الأولى والوحيدة من المعالم الأثرية من نوعها في شبه الجزيرة العربية.

### الهجرين
يرجع تاريخها إلى ما قبل الإسلام، وتعتبر من أجمل مدن وادي دوعن. أقيمت على مرتفع صخري يشرف على مدخلي الوادي الأيمن والأيسر، مبانيها قوامها الطين يتداخل لونها مع لون صخور المرتفعات، دُورها عالية متراصة ومتقاربة من بعضها، كونت بينها أزقة ضيقة للمشاة، وتشتهر هذه المدينة بكثرة مساجدها إذ تحتوى على عشر مساجد هي: (الجامع، مسجد الخربة، مسجد مكارم، مسجد الشيخ طه بن عفيف، مسجد بانواظير، مسجد بايحيى، مسجد باحسين، مسجد المسمر، مسجد القرن، مسجد فاطمة الزهراء، مسجد عمر). تحيطها المناظر الطبيعية الخلابة لغابات النخيل.

### المشهد
قرية صغيرة على الطريق المؤدي إلى دوعن، وتبعد حوالي (5 كيلومترات) عن خط الإسفلت. أول من حل واستقر بها الأديب علي بن حسن العطاس وارتبطت باسمه (1160 هـ)، بعد ما كانت تستخدم كمأوى لقطاع الطرق. والمشهد تعني أو تقابل الضريح، نسبة إلى قبر العطاس، وتقام زيارة دينية له سنوياً في الفترة الممتدة من 8 ربيع أول وحتى 16 منه، وتصل أوجها يوم 12 ربيع أول، الذي يصادف مولد الرسول الأعظم محمد ﷺ وهذه القرية تتكون ما بين (15-20 منزلاً)، يسكن فيها عدد قليل من السكان، وابرز معالم القرية قباب العطاس الثلاث كل واحدة منها عبارة عن ضريح مربع تقريباً تقوم عليه قبة غير مرتفعة، وفي داخل هذا الضريح القبر الذي نصبت عليه التركيبة الخشبية (التابوت) المزخرفة، بزخارف نباتية متداخلة ومتكررة وإلى جانب هذه القباب هناك مسجداً صغيراً إلى جوارها وسقاية ماء؛ صهريج مغلق لخزن المياه.

### خديش
هي مدخل القرية ومفتاح قرى الوادي الأيمن من دوعن، وهي أول القرى بعد مفرق الطرق وملتقى الواديين.

### لجرات
قرية قديمة تقع في الجنوب الغربي، ومنها لجرات مطروح والجيبل وظاهر وعرض باسويد وغيل بلخير. وأهم معالمها مسجد النور ويقام فيها ملتقى لجرات الثقافي الدعوي الرياضي.

### صيف
قرية صغيرة تقع في خاصرة وادي دوعن، وبعد تجاوزها بثلاثة كيلومترات يتفرع الوادي إلى شقين الأيمن والأيسر. وتسمى مفتاح دوعن لموقعها المتميز في الوادي. وفيها مجمع للدوائر الحكومية الخاصة بمنطقة دوعن، وقد كانت المركز الإداري لمديرية دوعن.

### قيدون
قرية قديمة في وادي دوعن. وهي موطن الشيخ سعيد بن عيسى العمودي. يوجد فيها صهريج ماء كبير يعود إلى القرن العاشر الهجري، بناه السلطان الطاهري عامر بن عبد الوهاب.

### قرن ماجد
قرية صغيرة فـي الوادي تقع بجانب المرتفعات الشرقية لمدخل وادي دوعن الأيمن، وترجع تسميتها بقرن ماجد إلى وجود القلعة الآثرية الجميلة على حافة الجبل المطل عليها.

### بلاد الماء
قرية تقع على ميمنة وادي دوعن الأيمن، وتتميز بموقعها الجميل المحاط والمحصن وتشتهر بكثرة المياه وهو سبب تسميتها وأهم معالمها عين شاجي ويوجد بها أكثر من 600 منزل و3 مساجد.

### بضة
قرية كبيرة من أكبر قرى وادي دوعن، تطل على شعبين شعب وادي صر عن يسارها ووادي دوعن الأيمن عن يمينها، وسميت أيضا بالشعبي لإطلالها على شعبين. بها ساقية هندستها حتى يومنا هذا يدهش لها المهندسون، عمرها أكثر من 400 عام.

### هدون
قرية صغيرة في الوادي، وأهم معالمها ضريح هادون بن النبي هود، تقام له زيارة حولية يومي 15 و 16 من شهر شعبان من كل عام.

### الدوفة
قرية صغيرة تقع في شمال شرق وادي دوعن الجزء الأيسر، وهي أقدم منطقة في دوعن بعد الخريبة، وبها عدد من الكتابات القديمة. وهي منطقة تحيط بها أشجار النخيل وتقابلها جريف في الجهة الأخرى، تسمى الساقية من تحت خيلة إلى العرض والمال التي تسقيه باسم الدوفة توفي بها.

### رباط باعشن
قرية تقع في وادي دوعن الشق الأيمن في وسط حصن باصم في الضفة الشرقية وقرن باحكيم في الضفة الغربية، وتربط ثلاثة أودية: وادي النبي ووادي حموضة ووادي منوه، وبه مدرسة ابتدائية تأسست قبل عام 1946 م، ونخيل كثيف. تشتهر بمزارع الذرة، ولديها سوق من أكبر أسواق الوادي وحركته بالفترة الصباحية.